# Herman Mohrmann
Hermanus Christiaan (Herman) Mohrmann (Amsterdam, 14 maart 1909 – Groningen, 2 augustus 1987) was een Nederlands voetballer.

## Biografie
Herman Mohrmann was de zoon van Hermanus Mohrmann en Gesina Janssen. Hij trouwde op 14 december 1939 met Grietje de Vries.
In 1924 werd hij adspirant-lid van de AFC Ajax. Hij speelde één wedstrijd in het eerste elftal van Ajax. Op 30 september 1928 stond hij in de basis in een wedstrijd tegen Hermes DVS in het kampioenschap.
Na een periode in Ajax vertrok hij naar Velocitas. Hij speelde van 1930 tot 1934 bij Velocitas als linksbuiten. Van zijn debuut in het kampioenschap op 19 oktober 1930 tegen Alcides tot zijn laatste wedstrijd op 21 oktober 1934 tegen Achilles speelde Mohrmann in totaal 67 wedstrijden en scoorde 14 doelpunten in het eerste elftal van Velocitas. Het grootste succes behaalde Mohrmann met Velocitas in 1934 toen de ploeg de KNVB beker won na in de finale te winnen van Feyenoord.
In 1936 verhuisde hij naar GRC. Op 21 maart 1936 maakte hij zijn debuut in de tweede klasse tegen Noordster en scoorde een doelpunt.
Hij overleed op 2 augustus 1987 op 78-jarige leeftijd en werd gecremeerd in Groningen.

## Statistieken
| Club      | Seizoen | Competitie | Competitie | Beker | Beker | Totaal | Totaal |
| Club      | Seizoen | Wed.       | Dlp.       | Wed.  | Dlp.  | Wed.   | Dlp.   |
| --------- | ------- | ---------- | ---------- | ----- | ----- | ------ | ------ |
| Ajax      | 1928/29 | 1          | 0          | -     | -     | 1      | 0      |
| Total     | Total   | 1          | 0          | -     | -     | 1      | 0      |
| Velocitas | 1930/31 | 24         | 7          | -     | -     | 24     | 7      |
| Velocitas | 1931/32 | 15         | 3          | 3     | 0     | 18     | 3      |
| Velocitas | 1932/33 | 17         | 1          | -     | -     | 17     | 1      |
| Velocitas | 1933/34 | 5          | 1          | 4     | 2     | 9      | 3      |
| Velocitas | 1934/35 | 6          | 2          | 0     | 0     | 6      | 2      |
| Total     | Total   | 67         | 14         | 7     | 2     | 74     | 16     |
| GRC       | 1935/36 | 1          | 1          | -     | -     | 1      | 1      |
| GRC       | 1936/37 | ?          | ?          | -     | -     | ?      | ?      |
| Total     | Total   | 1          | 1          | -     | -     | 1      | 1      |